# Leipziger Westend-Baugesellschaft

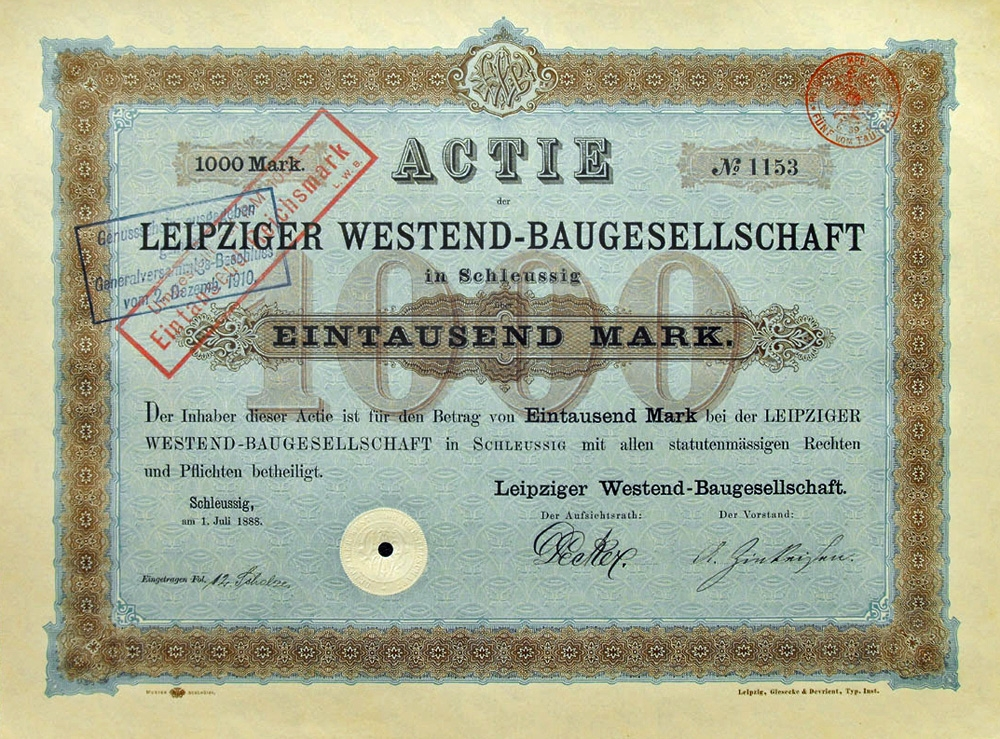
Aktie der Leipziger Westend-Baugesellschaft

Die Leipziger Westend-Baugesellschaft AG war ein von 1888 bis 1945 bestehendes Immobilien-Unternehmen in der Rechtsform einer Aktiengesellschaft, dessen Unternehmenszweck die infrastrukturelle und bauliche Entwicklung der westlichen Stadtteile von Leipzig war.

## Geschichte
Um nach seinem Tod die Fortführung seiner Unternehmen als Ganzes zu sichern und eine leichtere Teilung des Erbes in Form von Aktien zu ermöglichen, gründete der bereits erkrankte Industriepionier Karl Heine am 24. Mai 1888 die Leipziger Westend-Baugesellschaft AG, in der sein Werk von den engsten Mitarbeitern, seinem Sohn und den Schwiegersöhnen weitergeführt werden sollte.

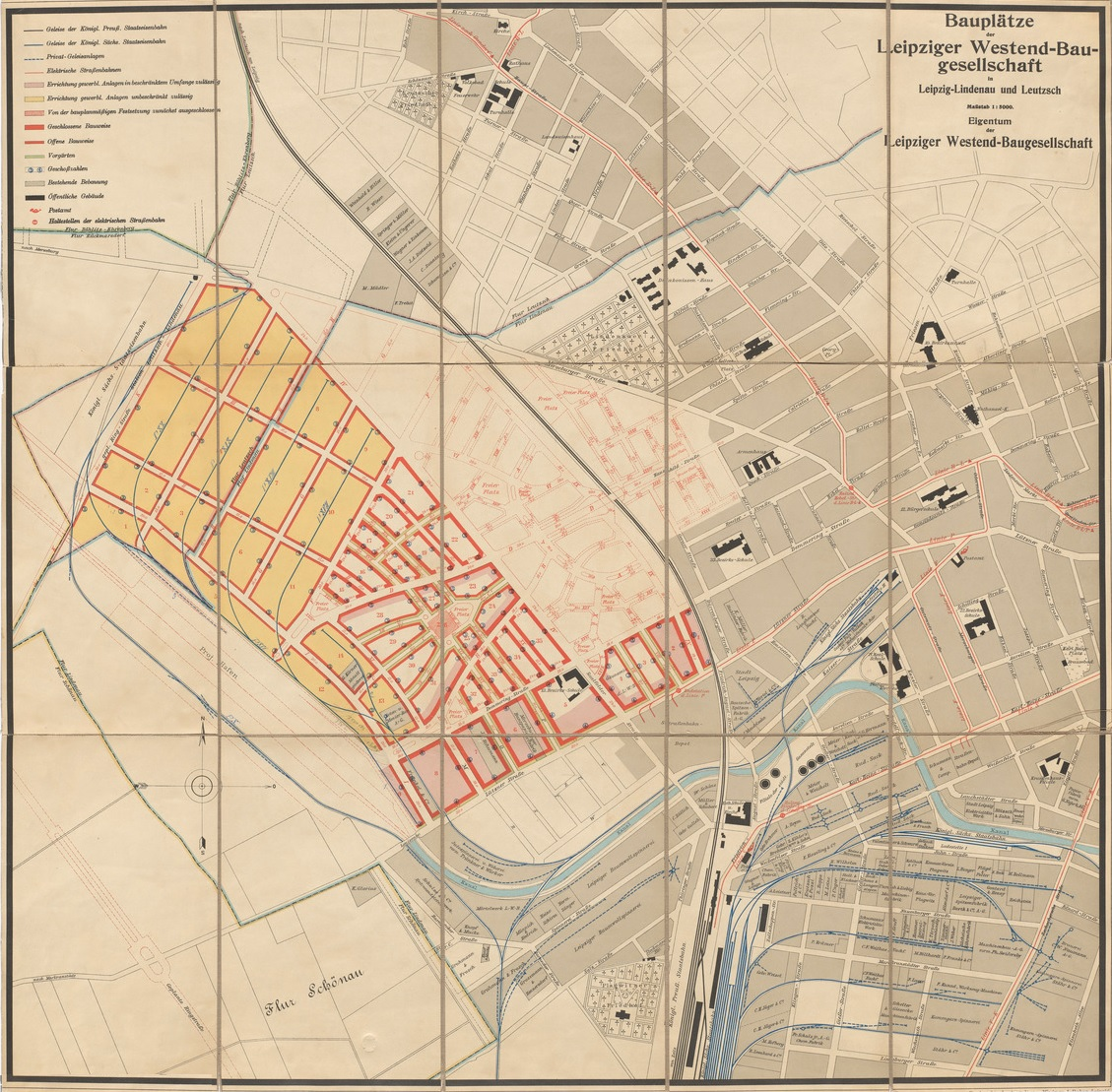
Bauplätze der Leipziger Westend-Baugesellschaft in Lindenau und Leutzsch, um 1910

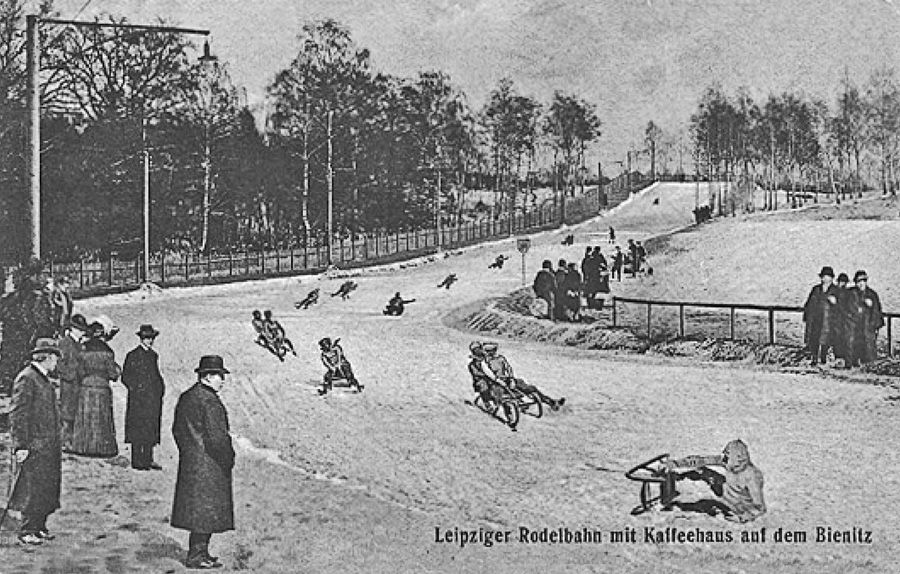
Rodelbahn auf dem Bienitz, um 1930

In die Gesellschaft brachte Heine als Sacheinlage seinen gesamten Grundbesitz aus der sogenannten Öconomie ein. Aktiva und Passiva betrugen je 2.730.000 Mark. Es wurden 1650 Aktien zu je 1000 Mark emittiert. Vorsitzender des Aufsichtsrats, dem später vor allem Mitglieder der heineschen Familie angehörten, war Karl Heine, der auch zugleich Geschäftsführer war. Sein Nachfolger wurde der Rechtsanwalt Alexander Zinkeisen. Nach Zinkeisens Tod 1902 übernahm Heines Schwiegersohn Heinrich Georg Schomburgk (genannt Henry Schomburgk) die Leitung und führte die Gesellschaft erfolgreich durch den Ersten Weltkrieg und die Inflationszeit. Schomburgk starb 1928 mit 84 Jahren; ihm folgten als Geschäftsführer in Doppelspitze die bisherigen Prokuristen Koch und Wiencke, die eng mit dem Aufsichtsratsvorsitzenden Wilhelm Schomburgk, dem Sohn von Heinrich Georg Schomburgk, zusammenarbeiteten.
Die Leipziger Westend-Baugesellschaft AG trieb zunächst die Arbeiten zur Fertigstellung des Karl-Heine-Kanals voran, die 1898 abgeschlossen wurden. Hauptarbeitsfeld war aber die Erschließung von Bauland. Die Gesellschaft legte dazu auf betriebseigenem Grund in finanzieller Vorleistung Straßen und Versorgungsleitungen an. Nach deren Fertigstellung fiel das Gebiet der Straße an die Stadt und die anliegenden Baugrundstücke für Wohnhäuser und Betriebe wurden mit Gewinn veräußert. Für Betriebe wurden zahlreiche Gleisanschlüsse errichtet. In der Festschrift von 1938 zum 50-jährigen Bestehen der Gesellschaft werden für den Zeitraum von 1891 bis 1935 in Schleußig, Plagwitz, Lindenau, Rückmarsdorf und Burghausen insgesamt 46 neu angelegte Straßen aufgezählt.
Die Gesellschaft hatte eigene Sandgruben und errichtete 1891 am Karl-Heine-Kanal ein Mörtelwerk. Die baustellenferne Mörtelproduktion bewährte sich, und bald wurde auch Mörtel für öffentliche Bauten der Stadt geliefert. Für den Transport aus den Gruben zum Mörtelwerk existierte ein umfangreiches Feldbahnnetz.
1911 errichtete die Leipziger Westend-Baugesellschaft AG auf eigenem Gelände am relativ steilen Westhang des Bienitz eine bei den Leipzigern sehr beliebte und gegen Eintrittsgeld zu benutzende etwa 250 Meter lange Rodelbahn und an ihrem oberen Ende eine Gaststätte.
Schon Heine hatte auf seinen und auch gepachteten Flächen Landwirtschaft betrieben, zunächst vom ehemaligen Lindenauer Postgut an der Lützner Straße aus (jetzt Busbahnhof). Hier war auch ab 1920 der Sitz der Gesellschaft, nachdem sie seit der Gründung ihr Büro im Haus Könneritzstraße 2–4 hatte. 1898 pachtete die Gesellschaft das Rittergut Schönau, und nach Auslaufen der Pacht verlegte sie ihre landwirtschaftlichen Aktivitäten nach Burghausen. Dort wurden Milchwirtschaft, Schweinezucht und Kartoffelzüchtung betrieben. Eine Schafherde mit 300 bis 500 Tieren je nach Jahreszeit war vorhanden, und mit 45 Pferden wurden Fuhren für den Eigenbedarf und auch Lohnfuhren ausgeführt.
1945 wurde die Leipziger Westend-Baugesellschaft AG enteignet.